# Università degli Studi Guglielmo Marconi
A Università degli Studi Guglielmo Marconi é uma universidade privada sediada em Roma fundada em 2004.

## Faculdade
Actualmente a universidade é composta por seis facultade: 
- Economia
- Ciências política
- Direito
- Ciências de ensino
- Engenharia
- Psicologia

## Reitoes
- Alessandra Briganti

## Ligação externa
- Università degli Studi Guglielmo Marconi>Página oficial